# Doko (arrondissement)
Doko est un arrondissement du département du Couffo au Bénin.

## Géographie
Doko est une division administrative sous la juridiction de la commune de Toviklin,.

## Démographie
Selon le recensement de la population effectué par l'Institut National de la Statistique Bénin en 2013, Doko compte 16 642 habitants pour une population masculine de 7 708 contre 8 934 de femmes pour un ménage de 3 412.